# Мужская сборная Нигерии по хоккею на траве
Мужская сборная Нигерии по хоккею на траве — мужская сборная по хоккею на траве, представляющая Нигерию на международной арене. Управляющим органом сборной выступает Федерация хоккея на траве Нигерии (англ. Nigeria Hockey Federation, NHF).

## Результаты выступлений

### Мировая лига
- 2012/13 — 48-53-е место (выбыли в 1-м раунде)
- 2014/15 — не участвовали

### Всеафриканские игры
- 1987 —
- 1991 — 5-е место
- 1995 — 6-е место
- 1999 — не участвовали
- 2003 — 4-е место

### Чемпионат Африки по хоккею на траве
- 1974 — 4-е место
- 1983 — 5-е место
- 1989—1996 — не участвовали
- 2000 — 5-е место
- 2005 — 4-е место
- 2009 — 4-е место
- 2013 — не участвовали